# Bob Martínez
Robert Martínez (Tampa, 25 de diciembre de 1934) es un político retirado estadounidense que fue la primera persona de ascendencia española en ser elegido para el cargo de gobernador de Florida. Fue el gobernador número 40 del estado y ocupó el cargo de 1987 a 1991.
Descendiente de asturianos, Martínez nació y se crio en Tampa, Florida, asistió a la Universidad de Tampa y comenzó su carrera como educador en el sistema escolar público local y luego en la Universidad de Tampa. En 1965, fue nombrado director del sindicato local de maestros, cargo que ocupó durante la huelga de maestros en todo el estado de Florida de 1968. Entró en la política por primera vez con una candidatura infructuosa a la alcaldía de Tampa en 1974, para luego ganar el cargo en las próximas elecciones a la alcaldía de Tampa en 1979 y fue reelegido en 1983. Durante su segundo mandato como alcalde, Martínez cambió su afiliación de partido de demócrata a republicano, lo que disgustó a algunos partidarios en Tampa, de composición fuertemente demócrata. Renunció al cargo en 1986 para concentrarse en su exitosa campaña para la gobernación de Florida. Su único mandato como gobernador fue controvertido debido a la aprobación y derogación de un impopular impuesto estatal a las ventas de servicios y una campaña antiobscenidad contra los raperos de Miami 2 Live Crew, quienes luego grabaron una canción despectiva atacando a Martínez. Perdió su campaña de reelección ante el senador estadounidense Lawton Chiles en 1990.
Después de su mandato como gobernador, Martínez fue nombrado Director de la Oficina de Política Nacional de Control de Drogas por el presidente George HW Bush . Martínez ocupó ese cargo desde 1991 hasta 1993, cuando regresó a Tampa y se convirtió en consultor empresarial y miembro de la junta de varias organizaciones educativas locales.

## Primeros años y carrera
Bob Martínez nació en Tampa, Florida el 25 de diciembre de 1934, hijo único de Serafín Martínez e Ida Carreño Martínez. Sus abuelos eran inmigrantes españoles que habían llegado a Tampa desde la provincia de Asturias para buscar trabajo en el barrio español / cubano / italiano de Ybor City . La madre de Bob Martínez era costurera y su padre era camarero en el restaurante Columbia, y la familia vivió en dicha ciudad y en West Tampa durante su juventud.
Martínez se graduó de la Preparatoria Jefferson en 1953 y obtuvo una licenciatura de la Universidad de Tampa en 1957. Durante varios años, enseñó educación cívica en las escuelas secundarias locales . Regresó a la universidad y obtuvo una maestría en relaciones laborales y laborales en la Universidad de Illinois en 1964, luego regresó a Tampa y trabajó como consultor laboral empresarial e instructor de economía en la Universidad de Tampa.

### HCTA
En 1965, Martínez fue nombrado director ejecutivo de la Asociación de Maestros de Salón de Clases de Hillsborough (HCTA), el sindicato de maestros local en el condado de Hillsborough . En 1968, la HCTA se unió a la huelga estatal de maestros de la Asociación de Educación de Florida en apoyo de más fondos para la educación y derechos de negociación colectiva para los maestros. Aunque la acción laboral aparentemente no tuvo éxito en el corto plazo, sus objetivos se fueron cumpliendo gradualmente durante los años siguientes a través de acciones judiciales y legislativas. En 1971, Martínez y la HCTA negociaron el primer contrato sindical para los maestros del condado de Hillsborough.

## Carrera política
En 1974, Martínez se postuló sin éxito para alcalde de Tampa contra William "Bill" Poe . Renunció como director ejecutivo de la HCTA en 1975 y fue nombrado vicepresidente del Distrito de Gestión del Agua del Suroeste de Florida por su gobernador, Reubin Askew . También dirigió Café Sevilla, el restaurante de su familia en West Tampa.

### Alcalde de Tampa

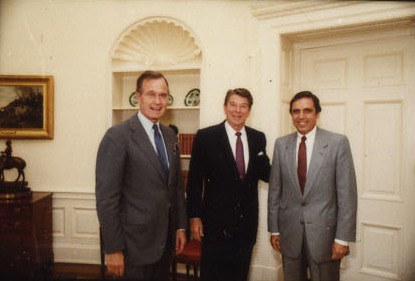
Martinez con Ronald Reagan y George HW Bush en 1983

Martínez volvió a hacer campaña por la alcaldía contra Poe en 1979 y ganó. Durante el mandato de Martínez, la ciudad construyó una de las primeras plantas de conversión de residuos en energía de Estados Unidos, abrió un gran centro de artes escénicas y un moderno centro de convenciones, reconstruyó por completo el Lowry Park Zoo, restauró el edificio del Ayuntamiento de 1915 y anexó miles de acres. de tierra no incorporada al noreste de la ciudad que se convertiría en el vecindario de New Tampa .
Aunque la oficina del alcalde no es partidista, se sabía que Martínez era demócrata. Sin embargo, en 1983, cambió su afiliación al Partido Republicano después de reunirse con Ronald Reagan cuando el presidente estaba en Tampa para dar un discurso, lo que causó cierta consternación entre los partidarios locales y llevó a la especulación de que eventualmente podría postularse para un cargo más alto. El perfil nacional de Martínez aumentó en 1984, cuando pronunció un discurso en la Convención Nacional Republicana, y en 1985, cuando fue elegido miembro de la junta directiva de la Liga Nacional de Ciudades .

### Gobernador de Florida

#### Elecciones de 1986
A principios de 1985, Martínez comenzó a explorar activamente la posibilidad de postularse para gobernador de Florida y anunció formalmente su candidatura en noviembre de ese año. En julio de 1986, dimitió como alcalde de Tampa para dedicar todo su tiempo a la campaña para gobernador.
Martínez derrotó al exrepresentante estadounidense Louis Frey, Jr., de Winter Park en las elecciones primarias republicanas para gobernador y al representante estatal demócrata Steve Pajcic en las elecciones generales . Con la victoria electoral, Martínez se convirtió en el segundo gobernador republicano de Florida desde la Reconstrucción y el primer (y hasta ahora, único) gobernador hispano en la historia de Florida. Fue investido el 6 de enero de 1987.

#### Mandato en la gobernación

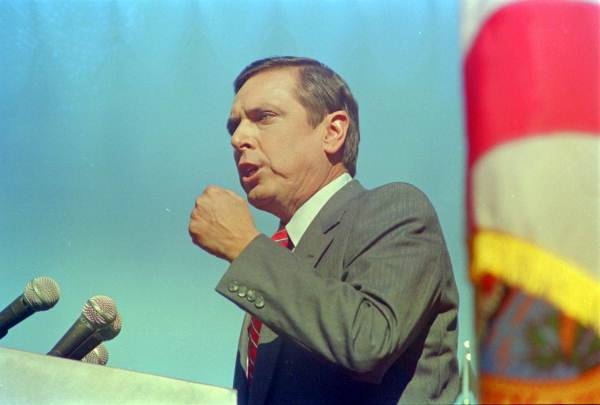
Martínez pronuncia su discurso de toma de posesión, el 6 de enero de 1987.

Como gobernador, Martínez inició el programa de adquisición de tierras ambientales más grande de Estados Unidos, Preservación 2000. Propuso la Ley de Gestión de Mejoramiento de Aguas Superficiales, que protege las aguas superficiales de Florida, incluido el lago Okeechobee, la bahía de Tampa, el lago Jackson, el río Kissimmee y otras áreas. Ayudó a que se aprobara la primera ley de manejo de desechos sólidos de Florida e implementó la Ley de Gestión del Crecimiento de Florida. Fue un defensor de las leyes y reglas que protegían a los manatíes y los delfines. Buscó agresivamente eliminar los proyectos de gasto derrochadores patrocinados por miembros de la legislatura y aumentó el gasto en los programas estatales de control de drogas. Durante un tiempo, Martínez fue considerado una "estrella en ascenso" en la política republicana.
En 1987, luego de la destrucción del transbordador espacial Challenger el año anterior, Martínez nombró a varios líderes de la industria aeroespacial y de la comunidad para la "Comisión Espacial del Gobernador de la Florida". Este concepto fue realizado por Stephen Lee Morgan, vicepresidente y director ejecutivo de Florida Space Business Roundtable, Inc., una organización sin ánimo de lucro de ejecutivos de la industria aeroespacial de Florida Central. Martínez nombró al ejecutivo de la empresa Martin Marietta, A. Thomas Young, como presidente de la Comisión, con el entonces secretario de Comercio de Florida, Jeb Bush (más tarde gobernador de la Florida), como vicepresidente. La Comisión fue ampliamente aclamada como líder en el ámbito de las iniciativas de desarrollo económico patrocinadas por el estado en la industria aeroespacial, y condujo al establecimiento de la Autoridad del Puerto Espacial de la Florida, tras la publicación de su informe formal, "Steps to the Stars" en 1988. (redactado bajo la dirección de Chris Shove del Departamento de Comercio de la Florida). Aunque ahora disuelto, la Autoridad del Puerto Espacial de la Florida orquestó varios lanzamientos comerciales desde instalaciones de lanzamiento no utilizadas en Cabo Cañaveral, Florida, incluido el regreso de los Estados Unidos a la luna con un vehículo en órbita no tripulado a bordo de un cohete Lockheed Martin, el Athena (entonces llamado el "Vehículo de lanzamiento Lockheed" o "LLV ", por sus siglas en inglés). La Autoridad fue reemplazada por una organización conocida como "Space Florida". El propósito de la Comisión era identificar enfoques y acciones específicas que el Estado pudiera tomar para mitigar la dependencia de la Florida al programa Lanzadera Espacial como empleador en la industria espacial. Los resultados fueron desiguales, con algunos éxitos y una serie de programas que dieron pocos frutos.

#### Peleas y controversias
Martínez se topó con un bache en su camino político. Con el fin de recaudar más ingresos para el estado, la legislatura de Florida aprobó un impuesto sobre las ventas en la prestación de servicios con el apoyo de Martínez. La respuesta de los floridanos fue fuertemente negativa, por lo que solo dos meses después de que el impuesto entró en vigencia, Martínez volvió a llamar a la legislatura para una sesión especial con el fin de derogarlo.
Aunque el impuesto fue derogado y reemplazado por un impuesto tradicional sobre las ventas de bienes, la percibida indecisión en el tema dañó seriamente la credibilidad del gobernador entre los floridanos y redujo su capacidad para lograr que sus iniciativas se promulgaran.
En 1989, Martínez prometió "limpiar el corredor de la muerte" y firmó más de 90 órdenes de ejecución, algunas de las cuales no aprobaron todas las apelaciones estatales y federales. Ese mismo año, Martínez ordenó a los fiscales estatales que determinaran si el álbum Nasty as They Wanna Be de los raperos del área de Miami 2 Live Crew violaba las leyes de obscenidad de la Florida. Como resultado, los dueños de las tiendas de discos eran arrestados por vender el álbum y los miembros del grupo fueron arrestados después de un concierto. Todos los arrestados fueron finalmente absueltos. En Banned in the USA, su siguiente álbum, 2 Live Crew incluyó una canción titulada F *** Martinez .
En el otoño de 1989, después de que un fallo de la Corte Suprema de los Estados Unidos permitiera a los estados una mayor flexibilidad para restringir los abortos, Martínez convocó rápidamente a la Legislatura de Florida a una sesión especial en un esfuerzo por aprobar leyes contra el aborto. La sesión especial fue una debacle ya que ninguna de las propuestas del gobernador salió del comité y su índice de aprobación se redujo a alrededor del 24 %.
En 1990, la revista Time se refirió a Martínez como alguien "asediado", ya que autorizó una campaña publicitaria de televisión en todo el estado en la que se jactaba de sus acciones, que eran en gran parte impopulares. Sin embargo, no fue suficiente para conseguirle un segundo mandato ya que sufrió una aplastante derrota en las elecciones para gobernador de 1990 contra el exsenador demócrata de los Estados Unidos Lawton Chiles.

## Después de su mandato
Después de dejar la oficina del gobernador el 8 de enero de 1991, Martínez fue nombrado por el presidente George H. W. Bush para el cargo de director de la Oficina de Política Nacional de Control de las Drogas (o " Zar Antidrogas ") en el gabinete hasta el 20 de enero de 1993.
Desde entonces, Martínez se ha desempeñado como consultor de empresas y bufetes de abogados con sede en Florida  y es un analista político del canal de televisión Bay News 9. Es un miembro de la Junta Directiva de la Universidad de Tampa y director de la Fundación para la Educación de Hillsborough, el Zoológico Lowry Park de Tampa y el Centro de Historia de Tampa Bay, todos grupos locales sin ánimo de lucro involucrados de alguna manera con la educación.

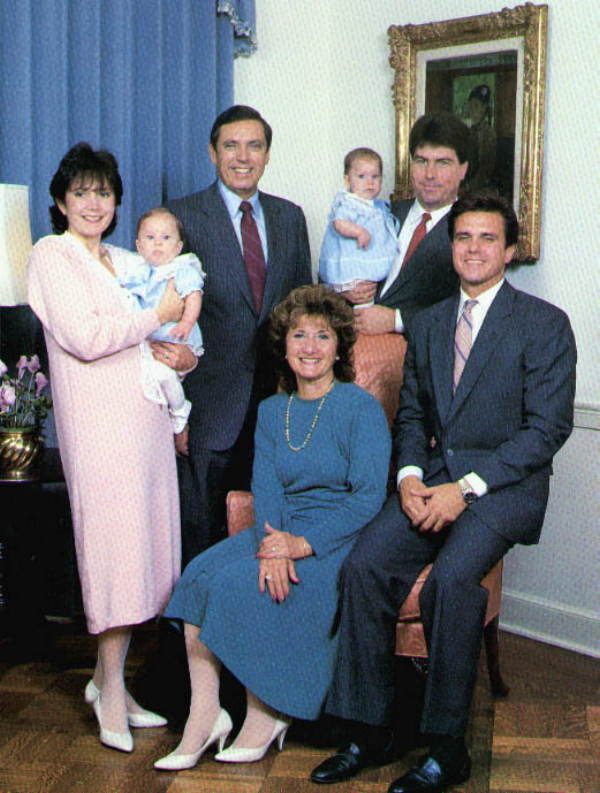
Bob Martínez y su familia el día de su toma de posesión como gobernador, en enero de 1987.

Bob Martinez se casó con Mary Jane Marino en 1954, poco después de graduarse de la Preparatoria Jefferson de Tampa. Tienen dos hijos, Robert Alan Martinez y Sharon Martinez.